# Otava (rijeka)
Otava je rijeka u južnom dijelu Češke, duga 112 km. Nema izvor, ali je stvorena slivom rijeka Vydre i Křemelne. Rijeka protiče kroz gradove Sušice, Strakonice i Písek. Ulijeva se u Vltavu u blizini tvrđave Zvíkov. Otava je bila prva premoštena rijeka u Češkoj, kameni most preko nje je izgrađen u 14. stoljeću u gradu Písek. Danas je to popularna rijeka za sportove na vodi. Lokalni dijalekt za rijeku također koriste i naziv "Wotāva".

## Vanjske poveznice
- (češ.) Informacije o rijeci na Češkom istraživačkom institutu  Arhivirana inačica izvorne stranice od 17. kolovoza 2010. (Wayback Machine)

|  | Zajednički poslužitelj ima još gradiva o temi Otava (rijeka) |